# Leucobryum molliculum
Leucobryum molliculum är en bladmossart som beskrevs av Brotherus 1894. Leucobryum molliculum ingår i släktet Leucobryum och familjen Dicranaceae. Inga underarter finns listade i Catalogue of Life.